# جواو سوزا (مبارز)
جواو سوزا (مواليد 23 أغسطس 1983) هو مبارز بالسيف برازيلي، مثّل بلاده في الألعاب الأولمبية الصيفية 2008.

## روابط رياضية
جواو سوزا على موقع أوليمبيديا (الإنجليزية)